# 西兆通镇
西兆通镇，是中华人民共和国河北省石家庄市长安区下辖的一个乡镇级行政单位。

## 行政区划
西兆通镇下辖以下地区：
十里铺社区、南石家庄村、凌透村、店上村、西庄屯村、西庄村、东庄村、西塔口村、西兆通村、东兆通村和东杜庄村。